# Neptune's Daughter (film, 1914)
Pour les articles homonymes, voir Neptune's Daughter.
Pour plus de détails, voir Fiche technique et Distribution.
Neptune's Daughter est un film américain réalisé par Herbert Brenon, sorti en 1914.

## Synopsis
La fille du roi Neptune prend une forme humaine pour venger la mort de sa jeune sœur qui a été capturée dans un filet de pêche. Cependant, elle tombe amoureuse du roi, celui qu'elle considère comme responsable.

## Fiche technique
- Titre : Neptune's Daughter
- Réalisation : Herbert Brenon
- Scénario : Leslie T. Peacocke
- Photographie : André Barlatier
- Pays d'origine : États-Unis
- Format : Noir et blanc - 1,33:1 - Film muet
- Lieu de tournage : Bermudes
- Genre : fantasy
- Date de sortie : 1914

## Distribution
- Annette Kellerman : Annette, la fille de Neptune
- William E. Shay : le Roi William
- William Welsh : Neptune
- Leah Baird : Princesse Olga
- Herbert Brenon : Roador le loup
- Edmund Mortimer : Duc Boris
- Katherine Lee : Princess Olga enfant